# Biblioteca Nacional de Torí
La Biblioteca Nacional de Torí, oficialment i en italià Biblioteca nazionale universitaria di Torino és una biblioteca pública i universitaria nacional i una de les biblioteques més importatans d'Itàlia. Té la seu a la plaça Carlo Alberto, de la ciutat de Torí, davant del palau Carignano i va ser reconstruïda entre el 1958 i el 1973.
La biblioteca pertany al Ministeri dels Béns i l'Activitats Culturals i de Turisme, i participa en el Servei bibliotecari nacional (SBN).

## Història
Els seus orígens es remunten a 1720, quan Víctor Amadeu II de Savoia va donar a llum a la Reial Biblioteca de la Universitat, fruit de la unió de la col·lecció de la biblioteca de la Universitat de Torí i el fons del duc de Savoia. Entre els segles xviii i xix, per tal de donar suport a les activitats científiques promogudes per la dinastia Savoia, la biblioteca va rebre molts llegats i va fer adquisicions, entre elles, el 1824, un dels manuscrits del scriptorium de l'abadia de Columbano a Bobbio.
Declarada biblioteca nacional el 1873, per allotjar 250.000 volums, 4.200 manuscrits i 1.000 incunables. El 26 de gener de 1904 un incendi va destruir la meitat dels manuscrits - alguns d'extrema raresa i valor- i 30.000 volums. Els efectes del bombardeig de 1942 van fer malbé part dels volums impresos emmagatzemats en la biblioteca.
L'antiga seu de la Biblioteca Nacional de la Universitat va ser destruïda durant la Segona Guerra Mundial. La nova seu va ser construïda als antics estables del Palau Carignano a la Piazza Carlo Alberto. El 1958, després d'un concurs públic, el disseny i la supervisió de les obres de construcció s'han realitzat pels arquitectes Massimo Amodei, Pasquale Carbonara, Italo Insolera, Aldo Livadiotti i Antonio Quistelli, preservant la façana supervivent dels estables i construint enterament la resta de l'edificació.

## Patrimoni

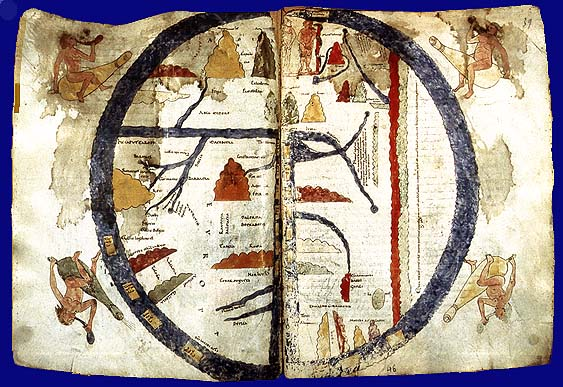
Mapamundi del Beatus de Torí.

L'any 2011 la Biblioteca Nacional de Torí tenia 763.833 volums impresos, 2.095 publicacions periòdiques, 4.554 manuscrits, 1.603 incunables i 10.063 del segle xvi. Entre la col·lecció de manuscrits hi ha una col·lecció de cançons espanyoles anomenada Cançoner de Torí i el Beatus de Torí, copiat a Catalunya a partir del Beatus de Girona.